# Durham Bulls Athletic Park
O Durham Bulls Athletic Park é um estádio localizado em Durham, estado da Carolina do Norte, nos Estados Unidos, possui capacidade total para 10.000 pessoas, é a casa do Durham Bulls, time de que joga na liga menor de beisebol International League, o estádio foi inaugurado em 1995.